# 前南峪抗日军政大学旧址
前南峪抗日军政大学旧址，位于中国河北省邢台市浆水镇前南峪村，为邢台市邢台县的一个省级文物保护单位，类型为近现代文物，公布时间为1993年7月15日。
前南峪抗日军政大学旧址的历史年代为1940—1943年。